# Norvik (företag)
Norvik hf är ett isländskt investmentbolag, som grundades 2000 som investmentbolag, Det är bland annat engagerat i träförädlande industri och fastigheter. Företaget är huvudägare i svenska Bergs Timber AB.
Norvik har sina rötter i grundandet 1962 av byggmaterialfirman Byko i Kópavogur. Efter hand expanderade företaget som byggvaruhus i Island och från 1993 med träindustri i Lettland, Estland, Ryssland och Storbritannien. År 2018 köpte Bergs Timber Norviks träindustriföretag i Lettland, Estland och Storbritannien. Denna affär gjorde Norvik till huvudägare i Bergs Timber.
År 1960 vidgades verksamheten med grundades av fastighetsföretaget Smáragarður, med fastigheter framför allt i Reykjavik-regionen. 
Norvik köpte 2007 av Jarl Timber AB:s sågverk i Broakulla, som 2016 såldes till Bergs Timber.